# Michał Maleczkowski
Michał Maleczkowski herbu Ostoja (zm. 10 lutego 1592) – wielkorządca krakowski (1577–1592). Wcześniej żupnik olkuski (1581–1588), chęciński i kuchmistrz wielki koronny (1576–1577).
Michał Maleczkowski był Szwagrem Zybulta Ajchigiera – Niemca ożenionego z jego siostrą, protoplasty polskiej linii rodu Ajchigierów przybyłego do Polski za czasów Zygmunta I. Maleczkowski posiadał dobra Skotniki pod Krakowem. Jako człowiek zaufany i stronnik króla Stefana Batorego został powołany na urząd wielkorządcy krakowskiego 4 stycznia 1577 roku (zachował się reskrypt króla z tą datą). W sierpniu 1588 roku król potwierdził Maleczkowskiego na urzędzie wielkorządcy zamku krakowskiego. Michał Maleczkowski sprawował ten urząd do śmierci, która nastąpiła dnia 10 lutego 1592 roku. Jako wielkorządca krakowski dbał o uprawnienia propinacyjne i młyńskie na terenie Krakowa, wspierał rybaków krakowskich, dbał o rezydencję królewską w Łobzowie. Od jego czasów do jej utrzymania (w tym ogrodu włoskiego) włączono mistrzów rzemiosła i ogrodnictwa. Michał Maleczkowski z wyznania był kalwinem. Wspierał innowierców w sporach z katolikami. Angażował się w rozgrywki z katolicką społecznością Kazimierza. Przykładowo, wielkorządca wspierał jubilerów żydowskich w sporze ze złotnikami krakowskimi, udzielając im pomocy prawnej. Zapewne nie miał ślubnych dzieci, bo rodzina ta później nie występuje.